# Любеня (Опольське воєводство)
Любеня (пол. Lubienia, нім. Sacken) — село в Польщі, у гміні Попелюв Опольського повіту Опольського воєводства.
Населення — 360 осіб (2011).
У 1975-1998 роках село належало до Опольського воєводства.

## Демографія
Демографічна структура станом на 31 березня 2011 року:
|          | Загалом | Допрацездатний вік | Працездатний вік | Постпрацездатний вік |
| -------- | ------- | ------------------ | ---------------- | -------------------- |
| Чоловіки | 184     | 31                 | 132              | 21                   |
| Жінки    | 176     | 25                 | 108              | 43                   |
| Разом    | 360     | 56                 | 240              | 64                   |